# Proceratium poinari
Proceratium poinari (лат.) — вид мелких муравьёв из подсемейства Proceratiinae (Formicidae). Обнаружен в миоценовых доминиканском и мексиканском янтарях. Назван в честь палеоэнтомолога Джорджа Орло Пойнара (George O. Poinar, Jr).

## Распространение
Доминиканский янтарь (остров Гаити) и мексиканский янтарь (Северная Америка).

## Описание
Мелкие муравьи с загнутым вниз и вперёд кончиком брюшком (длина рабочих 2,46—2,68 мм; длина глаз составляет 0,04—0,05 мм у рабочих и до 0,15 мм у маток и до 0,24 мм у самцов). От близких видов отличается следующими признаками: постпетиоль антеролатерально угловатый; область между базальной и наклонной гранями проподеума с поперечно-угловатым или зубчатым латеральным валиком; верх проподеума покрыт и длинными и короткими волосками; киль на проподеуме не развит. Средние голени без гребенчатых шпор. Нижнечелюстные щупики 3-члениковые, нижнегубные щупики состоят из 2 сегментов. Окраска коричневая. Предположительно, как и другие близкие виды охотятся на яйца пауков и других членистоногих.

## Классификация
Относится к группе видов из клады Proceratium micrommatum, наиболее близок к его основному виду P. micrommatum.